# هنري بيرغ
هنري بيرغ (بالإنجليزية: Henry Bergh) (29 أغسطس 1813 - 12 مارس 1888) مصلح ودبلوماسي أمريكي أسس الجمعية الأمريكية لمنع القسوة ضد الحيوانات (American Society for the Prevention of Cruelty to Animals) في أبريل عام 1866 وبعد ثلاثة أيام من أول تشريع فعال ضد القسوة على الحيوان في الولايات المتحدة صدر في القانون من قبل المجلس التشريعي لولاية نيويورك. كما دفع بيرغ تشكيل في عام 1874 جمعية ماساتشوستس لمنع القسوة ضد الأطفال (Massachusetts Society for the Prevention of Cruelty to Children).

## روابط خارجية
- BridgeportMath.org - هنري بيرغ وأستاذ التربية الرياضية بارنوم
- ASPCA.org - 'حياة هنري بيرغ
- Unitarianism in America - Henry Bergh
- Dictionary of Unitarian and Universalist Biography - Henry Bergh
- The Mary Ellen Wilson Child Abuse Case and the Beginning of Children's Rights in 19th Century America - Eric A. Shelman and Dr. Stephen Lazoritz
- Out of the Darkness: The Story of Mary Ellen Wilson - Eric Shelman and Dr. Stephen Lazoritz
- Green-Wood - Photo Gallery of ASPCA-Bergh Exhibit at Green-Wood Cemetery
- Green-Wood - Photo Gallery of ASPCA-Bergh Day at Green-Wood Cemetery.